# Josef Sudek

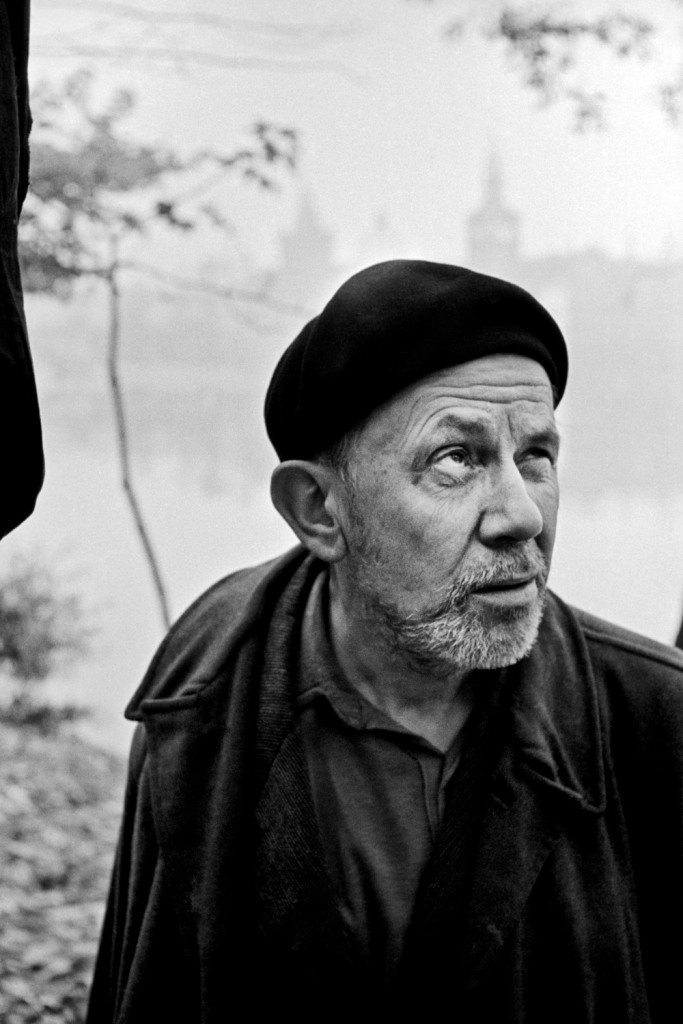
Sudek in Prag, 1958 (Foto: Miloň Novotný)

Josef Sudek (geboren 17. März 1896 in Kolín,  Österreich-Ungarn; gestorben 15. September 1976 in Prag) war ein tschechischer Fotograf.

## Leben

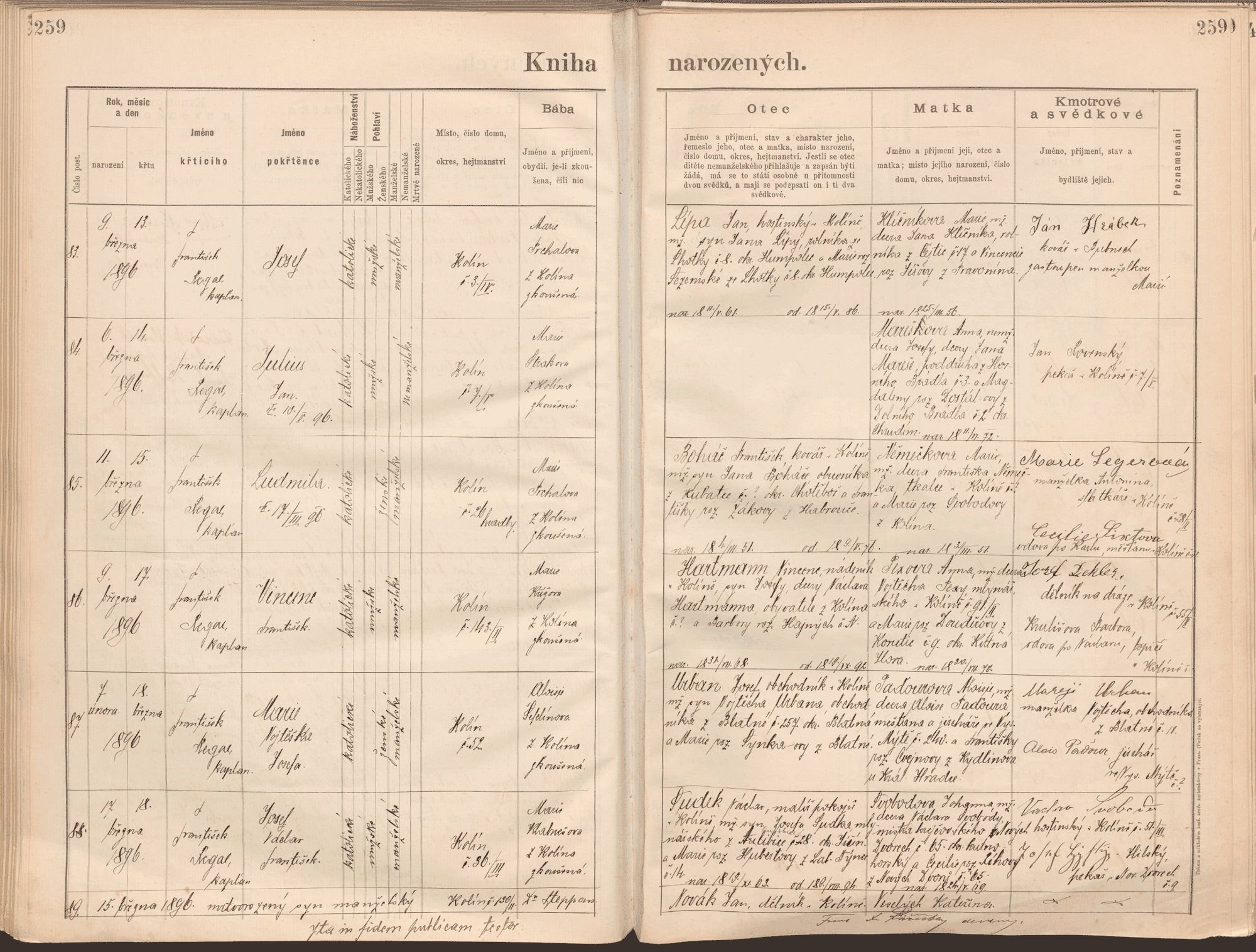
Josef Sudek birth record 1896

Von 1911 bis 1913 machte er eine Buchbinderlehre in Prag. In der gleichen Zeit begann er mit einer Ica, einer 6 × 9 cm Kamera, zu fotografieren. 1913 kaufte er sich eine VEA 9 × 12cm Kamera mit einem Extra Rapid Aplanat 1:7,7/135mm.
1913 nahm er eine Arbeit bei einem Buchbinder in Nymburk auf, wurde jedoch 1915 zum Militär eingezogen. In den Jahren 1915 bis 1917 fotografierte er mit einer 4,5 × 6 cm Faltkamera mit einem Steinheil Unifocal Objektiv. 1947 erwarb er eine Kamera für das Format 30 × 40 cm und eine Kodak Panoramakamera 10 × 30 cm aus dem Jahr 1894.

## Werk
Viele von Josef Sudeks Arbeiten zeigen tschechische Landschaften, Stadtansichten und Stillleben, aber auch das Leben seiner Mitbürger. Sie zeigen zum Beispiel:
- Landschaften in der Umgebung von Kolin vor dem Ersten Weltkrieg,
- Verwundete im Lazarett in der Zeit des Ersten Weltkrieges; (Sudek wurde selbst in diesem Krieg verwundet und verlor einen Arm),
- die St. Vitus Kathedrale in Prag,
- seinen kleinen Garten im Prag des Zweiten Weltkrieges,
- Landschaften und Städte nach dem Zweiten Weltkrieg.

Auffallend an Sudeks Werk ist mithin die Vielfalt. Es spiegeln sich in seinem Werk wesentliche kunstgeschichtliche Entwicklungen in der Fotografie wider. Neben impressionistischen Motiven finden sich bei Sudek Bezugnahmen auf die Neue Sachlichkeit und den Surrealismus. Unklar ist daher die generelle kunsthistorische Verortung. Antonín Dufek versuchte in seinem 2012 erschienenen Essay Sudek the Outsider der oftmals vorgenommenen Einordnung als Romantiker ein vielschichtigeres Bild des Fotografen entgegenzusetzen. Sudek orientierte sich demnach an unterschiedlichen fotografischen Strömungen und vor allem Vorbildern. Demgegenüber kann in dieser Vielseitigkeit ein romantischer Zug gesehen werden.
Sudek war besonders an einer professionellen und technisch-künstlerisch hochstehenden Arbeitsweise interessiert. Der Großteil seiner Aufnahmen entstand mit großformatigen Kameras, die es ihm ermöglichten, auf Vergrößerungen zu verzichten, also einen Kontaktabzug zu erstellen.

## Eponyme

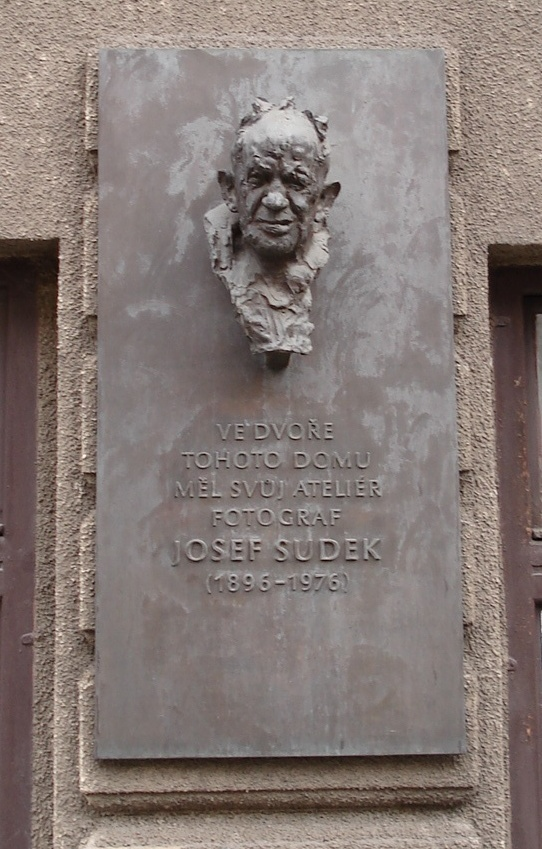
Gedenktafel für Josef Sudek

Der am 24. Februar 1987 entdeckte Asteroid (4176) Sudek trägt seit 1998 seinen Namen.